# Abercrombie
Abercrombie es una ciudad ubicada en el condado de Richland en el estado estadounidense de Dakota del Norte. En el censo de 2010 tenía una población de 263 habitantes y una densidad poblacional de 166,74 personas por km².

## Geografía
Abercrombie se encuentra ubicada en las coordenadas 46°26′47″N 96°43′36″O / 46.44639, -96.72667. Según la Oficina del Censo de los Estados Unidos, Abercrombie tiene una superficie total de 1.58 km², de la cual 1.58 km² corresponden a tierra firme y (0%) 0 km² es agua.

## Demografía
Según el censo de 2010, había 263 personas residiendo en Abercrombie. La densidad de población era de 166,74 hab./km². De los 263 habitantes, Abercrombie estaba compuesto por el 98.48% blancos, el 0.38% eran afroamericanos, el 0.76% eran amerindios, el 0% eran asiáticos, el 0% eran isleños del Pacífico, el 0% eran de otras razas y el 0.38% pertenecían a dos o más razas. Del total de la población el 0.38% eran hispanos o latinos de cualquier raza.